# Elisabetta di Sassonia-Altenburg
Elizaveta Mavrikievna (nome completo Elisabeth Auguste Marie Agnes di Sassonia-Altenburg, in russo Елизавета Маврикевна?; Meiningen, 25 gennaio 1865 – Lipsia, 24 marzo 1927) è stata una granduchessa russa per matrimonio. Fu la moglie del granduca Konstantin Konstantinovič di Russia, che sposò nel 1884 a San Pietroburgo.

## Biografia
La principessa Elisabetta era la seconda figlia del principe Maurizio di Sassonia-Altenburg (1829 – 1907) e della moglie, la principessa Augusta di Sassonia-Meiningen (1843 – 1919). Durante la sua gioventù ella fece numerosi viaggi in Europa in visita ai suoi parenti. Nel 1882, all'età di diciassette anni, Elisabetta incontrò un suo secondo cugino, il granduca Konstantin Konstantinovič ad Altenburg (la madre di lui ed il padre di lei erano primi cugini) ed immediatamente si parlò di un matrimonio tra i due. In ogni caso, benché lei avesse affermato che era pronta a sposare Konstantin, egli esitò, benché all'epoca avesse giù ventiquattro anni. Quando si separarono, il Granduca le promise di scriverle spesso, ma non lo fece mai, a causa della sua grande timidezza; in compenso Konstantin scrisse numerose poesie su di lei.
Nel 1884 Elisabetta si recò in Russia ed il matrimonio venne annunciato, benché ella manifestò il desiderio di mantenere la sua fede luterana, cosa che fu un grande colpo per il futuro marito, in quanto era un convinto credente ortodosso; ma ancora peggiore fu il fatto che Elisabetta rifiutò di baciare la croce durante il servizio religioso ortodosso. Il giorno dello sposalizio, che ebbe luogo il 27 aprile 1884, ella scrisse una lettera rassicurante al marito in cui diceva: «Io ti prometto che non farò mai niente per farti arrabbiare o per nuocerti a causa delle nostre diverse religioni [...] Posso solo ripeterti quanto ti amo».
Il matrimonio fu felice, benché il granduca Konstantin fosse segretamente omosessuale e, altrettanto segretamente, avesse degli amanti. Elisabetta ed il marito ebbero nove figli:
- Ivan Konstantinovič (1886 - 1918);
- Gavriil Konstantinovič (1887 - 1955);
- Tat'jana Konstantinovna (1890 - 1979);
- Konstantin Konstantinovič (1891 - 1918);
- Oleg Konstantinovič (1892 - 1914);
- Igor' Konstantinovič (1894 - 1918);
- Georgij Konstantinovič (1903 - 1938);
- Natal'ja Konstantinovna (morta all'età di due mesi nel 1905);
- Vera Konstantinovna (1906 - 2001).

La granduchessa Elizaveta Mavrikievna, o Mavra, com'era conosciuta all'interno della famiglia Romanov, era una figura popolare ed era in buoni rapporti con il nipote acquisito, lo zar Nicola II.
Ella sopravvisse alla maggior parte dei suoi figli. Nel 1905 la piccola Natal'ja morì all'età di due mesi esatti. In seguito, quando scoppiò la prima guerra mondiale, si ritrovò a schierarsi sul fronte opposte della sua natia Germania; molti dei suoi figli avevano ricevuto un addestramento militare e si unirono all'esercito combattendo coraggiosamente. Il principe Oleg Konstantinovič venne ucciso nel 1914 in Lituania, dove ella si recò immediatamente per assistere il figlio morente.
La prematura morte del loro figlio condusse il marito alla tomba nel 1915; quello stesso anno, suo genero, il marito della principessa Tatiana, morì durante un'azione militare. Dopo la rivoluzione ella fu in grado di fuggire dalla Russia, ma molti dei suoi figli furono catturati dalle forze sovietiche. Tre di loro (Ivan, Konstantin ed Igor) vennero fucilati dai Bolscevichi ad Alapaevsk, in Siberia, nel luglio 1918, assieme ad altri membri della famiglia imperiale. Suo cognato, il granduca Dmitrij Konstantinovič, venne ucciso a Pietrogrado l'anno seguente.
Elisabetta assieme ai due figli più giovani, Georgij e Vera, rimasero a Pavlovsk per tutto il periodo della guerra, durante la caotica amministrazione del Governo Provvisorio Russo e fin dopo la rivoluzione d'ottobre. Nell'autunno 1918 venne loro concesso di emigrare via nave, la Ångermanland, in Svezia (via Tallinn, Helsinki, Mariehamn fino a Stoccolma), su invito di Vittoria, regina di Svezia; arrivati nel porto della capitale svedese incontrarono il principe Gustavo Adolfo che li scortò fino al palazzo reale.
Elisabetta, Vera e Georgij vissero in Svezia per i due anni seguenti, prima nella capitale e poi a Saltsjöbaden; questa nazione si dimostrò però troppo costosa per loro e così si trasferirono dapprima in Belgio, su invito di Alberto I, ed in seguito in Germania, stabilendosi ad Altenburg, dove vissero trent'anni, con l'eccezione di un paio d'anni in Inghilterra. Elisabetta morì di cancro il 24 marzo 1927 a Lipsia; il principe Georgij morì a New York nel 1938; Vera visse in Germania finché le forze sovietiche ne occuparono la parte orientale, costringendola a fuggire ad Amburgo e, nel 1951, negli Stati Uniti dove morì nel 2001, a Nyack.

## Ascendenza
|                                              |                                 |                                           | Genitori                                     |  |  | Nonni |  |  | Bisnonni                       |  |  | Trisnonni                                       |  |
|                                              |                                 |                                           |                                              |  |  |       |  |  | Federico di Sassonia-Altenburg |  |  | Ernesto Federico III di Sassonia-Hildburghausen |  |
|                                              |                                 |                                           |                                              |  |  |       |  |  | Federico di Sassonia-Altenburg |  |  | Ernesto Federico III di Sassonia-Hildburghausen |  |
|                                              |                                 | Ernestina Augusta di Sassonia-Weimar      |                                              |  |  |       |  |  | Federico di Sassonia-Altenburg |  |  |                                                 |  |
| Giorgio di Sassonia-Altenburg                |                                 |                                           |                                              |  |  |       |  |  | Federico di Sassonia-Altenburg |  |  |                                                 |  |
|                                              |                                 | Carlotta di Meclemburgo-Strelitz          | Carlo II di Meclemburgo-Strelitz             |  |  |       |  |  |                                |  |  |                                                 |  |
|                                              |                                 | Carlotta di Meclemburgo-Strelitz          | Carlo II di Meclemburgo-Strelitz             |  |  |       |  |  |                                |  |  |                                                 |  |
|                                              |                                 | Carlotta di Meclemburgo-Strelitz          | Federica Carolina Luisa d'Assia-Darmstadt    |  |  |       |  |  |                                |  |  |                                                 |  |
| Maurizio di Sassonia-Altenburg               |                                 | Carlotta di Meclemburgo-Strelitz          |                                              |  |  |       |  |  |                                |  |  |                                                 |  |
|                                              |                                 | Federico Ludovico di Meclemburgo-Schwerin | Federico Francesco I di Meclemburgo-Schwerin |  |  |       |  |  |                                |  |  |                                                 |  |
|                                              |                                 | Federico Ludovico di Meclemburgo-Schwerin | Federico Francesco I di Meclemburgo-Schwerin |  |  |       |  |  |                                |  |  |                                                 |  |
|                                              |                                 | Federico Ludovico di Meclemburgo-Schwerin | Luisa di Sassonia-Gotha-Altenburg            |  |  |       |  |  |                                |  |  |                                                 |  |
| Maria di Meclemburgo-Schwerin                |                                 | Federico Ludovico di Meclemburgo-Schwerin |                                              |  |  |       |  |  |                                |  |  |                                                 |  |
|                                              |                                 | Elena Pavlovna Romanova                   | Paolo I di Russia                            |  |  |       |  |  |                                |  |  |                                                 |  |
|                                              |                                 | Elena Pavlovna Romanova                   | Paolo I di Russia                            |  |  |       |  |  |                                |  |  |                                                 |  |
|                                              |                                 | Elena Pavlovna Romanova                   | Sofia Dorotea di Württemberg                 |  |  |       |  |  |                                |  |  |                                                 |  |
| Principessa Elisabetta di Sassonia-Altenburg |                                 | Elena Pavlovna Romanova                   |                                              |  |  |       |  |  |                                |  |  |                                                 |  |
|                                              | Giorgio I di Sassonia-Meiningen | Antonio Ulrico di Sassonia-Meiningen      |                                              |  |  |       |  |  |                                |  |  |                                                 |  |
|                                              | Giorgio I di Sassonia-Meiningen | Antonio Ulrico di Sassonia-Meiningen      |                                              |  |  |       |  |  |                                |  |  |                                                 |  |
|                                              | Giorgio I di Sassonia-Meiningen | Carlotta Amalia d'Assia-Philippsthal      |                                              |  |  |       |  |  |                                |  |  |                                                 |  |
| Bernardo II di Sassonia-Meiningen            | Giorgio I di Sassonia-Meiningen |                                           |                                              |  |  |       |  |  |                                |  |  |                                                 |  |
|                                              |                                 | Luisa Eleonora di Hohenlohe-Langenburg    | Cristiano Alberto di Hohenlohe-Langenburg    |  |  |       |  |  |                                |  |  |                                                 |  |
|                                              |                                 | Luisa Eleonora di Hohenlohe-Langenburg    | Cristiano Alberto di Hohenlohe-Langenburg    |  |  |       |  |  |                                |  |  |                                                 |  |
|                                              |                                 | Luisa Eleonora di Hohenlohe-Langenburg    | Carolina di Stolberg-Gedern                  |  |  |       |  |  |                                |  |  |                                                 |  |
| Augusta di Sassonia-Meiningen                |                                 | Luisa Eleonora di Hohenlohe-Langenburg    |                                              |  |  |       |  |  |                                |  |  |                                                 |  |
|                                              |                                 | Guglielmo II d'Assia                      | Guglielmo I d'Assia                          |  |  |       |  |  |                                |  |  |                                                 |  |
|                                              |                                 | Guglielmo II d'Assia                      | Guglielmo I d'Assia                          |  |  |       |  |  |                                |  |  |                                                 |  |
|                                              |                                 | Guglielmo II d'Assia                      | Guglielmina Carolina di Danimarca            |  |  |       |  |  |                                |  |  |                                                 |  |
| Maria Federica d'Assia-Kassel                |                                 | Guglielmo II d'Assia                      |                                              |  |  |       |  |  |                                |  |  |                                                 |  |
|                                              |                                 | Augusta di Prussia                        | Federico Guglielmo II di Prussia             |  |  |       |  |  |                                |  |  |                                                 |  |
|                                              |                                 | Augusta di Prussia                        | Federico Guglielmo II di Prussia             |  |  |       |  |  |                                |  |  |                                                 |  |
|                                              |                                 | Augusta di Prussia                        | Federica Luisa d'Assia-Darmstadt             |  |  |       |  |  |                                |  |  |                                                 |  |
|                                              |                                 | Augusta di Prussia                        |                                              |  |  |       |  |  |                                |  |  |                                                 |  |